# لوسيا بالاسيوس
لوسيا بالاسيوس (بالألمانية: Lucía Palacios) (و. 1972  م) هي مخرجة أفلام إسبانية، ولدت في إسبانيا.

## وصلات خارجية
- لوسيا بالاسيوس على موقع IMDb (الإنجليزية)
- لوسيا بالاسيوس على موقع ألو سيني (الفرنسية)
- لوسيا بالاسيوس على موقع أول موفي (الإنجليزية)
- لوسيا بالاسيوس على موقع قاعدة بيانات الأفلام السويدية (السويدية)
- لوسيا بالاسيوس على موقع ديسكوغز (الإنجليزية)
- لوسيا بالاسيوس على موقع قاعدة بيانات الفيلم (الإنجليزية)
- لوسيا بالاسيوس على موقع كينوبويسك (الروسية)